# Шуралуд (Кезский район)
Шуралуд — деревня в Кезском районе Удмуртской республики.

## География
Находится в северо-восточной части Удмуртии на расстоянии приблизительно 14 км на северо-восток по прямой от районного центра поселка Кез.

## История
Известна с 1873 года как починок Костымский (Шуралуд) с 16 дворами. В 1905 году учтено было 26 дворов, в 1920 (уже деревня Шуралуд) — 33 (30 удмуртские, 3 — русские), в 1924 — 26. До 2021 года входила в состав Юскинского сельского поселения.

## Население
Постоянное население составляло 135 человек (1873), 187 (1905), 207 (1924), 17 человек в 2002 году (удмурты 100 %), 7 в 2012.